# ربحي (اسم)
ربحي هو اسم علم مذكر من أصل عربي، ومعناه هو نسبة إلى الربح؛ الكسب في التجارة، وهوالرابح الكاسب الغانم الفائز المستفيد.

## وصلات خارجية
- موسوعة السلطان قابوس لأسماء العرب نسخة محفوظة 5 أبريل 2019 على موقع واي باك مشين.